# 246 Asporina
246 Asporina este un asteroid din centura principală, descoperit pe 6 martie 1885, de Alphonse Borrelly.